# كاميرا الأجرام الخافتة

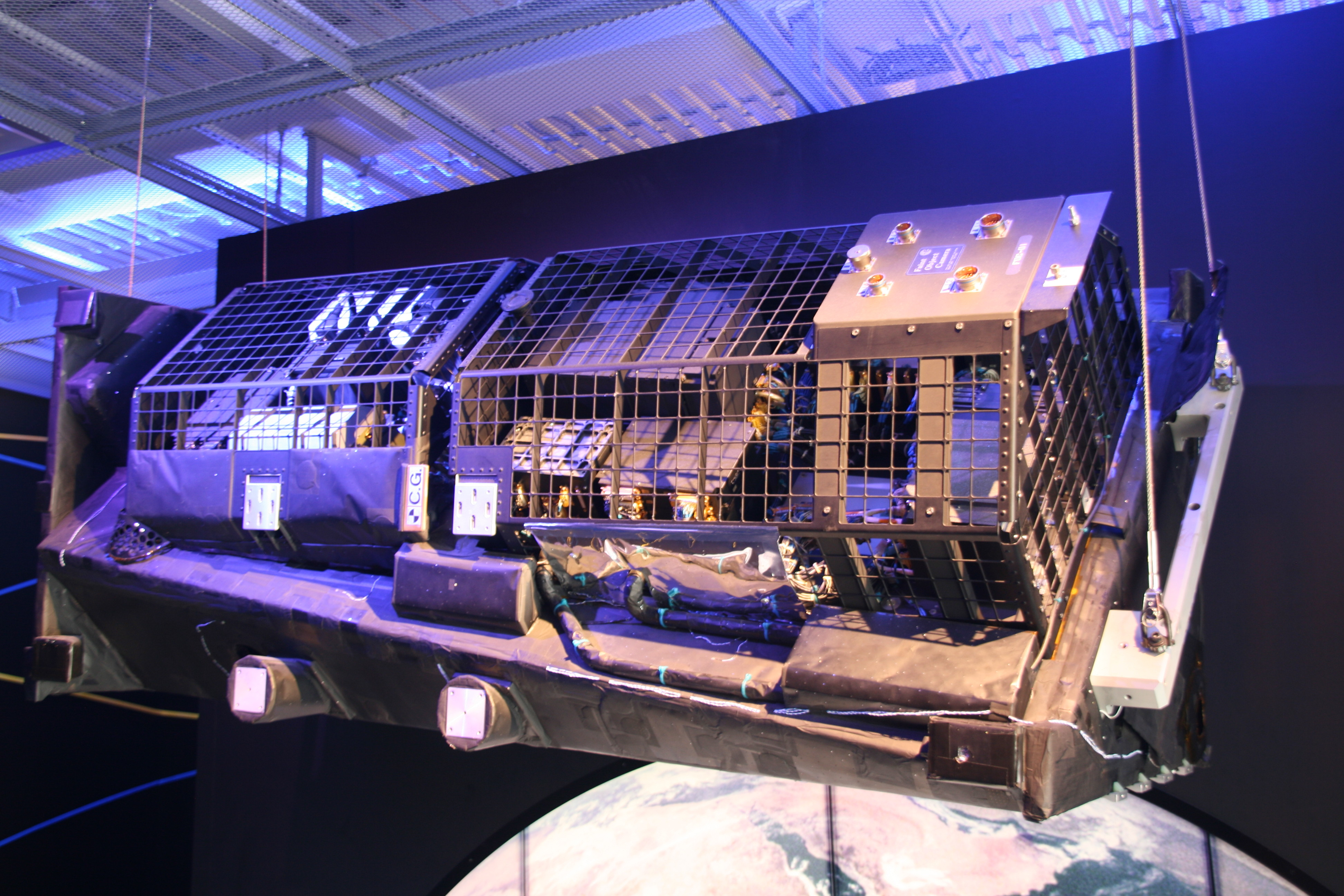
كاميرا الأجسام الخافتة في متحف دورنير فريدريشسهافن بألمانيا

كاميرا الأجسام الخافتة (بالإنجليزية: Faint Object Camera)‏ (FOC)، كانت كاميرا موجودة في مرصد هابل الفضائي وهي تُعتبر من الأجهزة الأوليَّة الموجودة فيه مُنذ أن أُطلق المرصد في الفضاء في عام 1990 إلى أن أُزيلت في عام 2002 واستُبدلت بالكاميرا الاستقصائية المتقدمة. صُممت هذه الكاميرا من قِبل الشركة الألمانيَّة دورنير للطائرات بينما التمويل كان من طرف وكالة الفضاء الأوروبية.